# 中年男的異世界網購生活
《中年男的異世界網購生活》是朝倉一二三所撰寫的日本輕小說。2017年9月至2021年6月在成為小說家吧連載。
2018年5月起經Tugikuru Books發行實體書，山革擔綱插圖。改編漫畫由海葉琉擔任作畫。在《月刊G Fantasy》於2019年4月號至2024年6月號連載。
2024年8月17日，宣佈將改編為電視動畫，由East Fish Studio擔任動畫製作，2025年1月至4月開始播放。

## 故事簡介
年齡三十八歲的中年大叔健一，原本在北海道鄉村過著悠閒自適的恬淡生活，有一日他在山中採集野菜時，意外被轉移到異世界的陌生森林裡，他一邊確認情況一邊在森林裡探索，驚喜的發現自己在轉移異世界過程中獲得了「網購」能力，他可以透過原本世界的大型網購平台「香格里拉」購買商品，把想要的物資傳送到異世界這邊供他使用。不僅如此，他還擁有「道具箱」技能，這是異世界非常罕見的技能，僅少數人持有，能隨時將不需要的物品收納到異次元空間，等到想使用時再拿出即可，非常輕鬆便利。有了這些外掛般的作弊技能，健一確信雖然身處在異世界，他依然能藉著網路購物的技能，繼續過著恬適愜意的悠閒人生。然而，即使到了異世界，健一仍豔福不淺，入住旅館邂逅了櫃台服務人員阿莎蕾雅主動獻身奉侍，兩人進行了魚水交歡。健一就這樣靠著轉賣日本商品到異世界，生財有道經商致富，加上身旁美女相伴，物質與精神生活均不虞匱乏，灑脫自然的快意人生莫過於此，開啟了一段讓人稱羨的異世界慢活物語。

## 登場人物

### 主要角色
健一（聲：諏訪部順一）
年齡三十八歲的中年大叔。小說版設定中全名為濱田健一。原本的職業是插畫家，以繪製遊戲原畫與小說插圖為生，後來厭倦了這種起早貪黑的社畜人生，索性回到老家北海道鄉村躬耕樂道，過著悠閒自適的恬淡生活。有一日他在山中採集野菜，卻意外被轉移到異世界。在轉移過程中，他獲得了「網購」能力，得以安然逃出危險的森林。他利用收購功能將異世界物品變賣為日幣，再利用這些日幣於線上網購平台購買現代日本的商品，並將它們擺在市場上販賣，結果商品大受歡迎瞬間售罄一空。雖然健一可以靠著「道具箱」技能繼續擴大商業規模，他卻始終想過著悠閒自適的慢活人生，他選擇在城郊搭建生活住所，開始過著自給自足的悠閒生活。
安妮莫奈（久野美咲）
被奴隸商人拐走的孤兒，後被襲擊奴隸商人的土匪抓獲並受到監禁，12歲。原本性格開朗。
普莉姆拉（聲：本渡楓）
達利亞著名大型商會「馬洛商會」會長的長女。個性溫和有禮、擇善固執。具有商業手腕，對於自己認為正確的事情相當堅持，不會被反對意見所影響。經常跟隨商會採購隊出外採買，行經地點也包含位處城郊的健一住所。隨著商會與健一的商業合作不斷深化，她逐漸被健一的人格特質吸引，積極的向他示愛求好，但因為雙方年齡仍有一段差距，健一本人並未將她當作戀愛對象。
米雅蕾（聲：富田美憂）
在達利亞周邊活動的貓人族少女。個性活潑好動自由奔放。擅長弓術狩獵。說話句尾習慣發出「喵」的尾音。非常喜歡香辛料，聞到健一前夜所吃即食咖哩包的香料味道，才主動趨前與他攀談，非常喜歡吃健一烹調的咖哩料理。曾目睹健一治療被奉為獸族神使的森林貓，因此對他非常信任。
貝爾（聲：久保百合花）
被貓獸人們奉為神獸的雌性森林貓。
尼亞梅娜（聲：小林優）
貓獸人的女性。毛色為虎紋。被普莉姆拉作為護衛雇用的肌肉發達獸人。性格直率。

### 達利亞領地
馬洛（聲：上田燿司）
達利亞著名大型商會「馬洛商會」的會長，普莉姆拉的父親。他是一位天生的商人，即使在戰場上箭如雨下或森林中魔物橫行，也無所畏懼往前行，只為能找到有交易潛力的商品。馬洛也擁有道具箱技能，透過這個技能，能酬載大量貨物四處移動，讓商會得以迅速擴展生意規模。他常常從健一所開的店批發商品來販售，並將健一對物品的各式創意發想進行商品化，藉此獲取商業利潤。因為從健一的點子中研發出腳踏式自行車，因此獲得伯爵領主的褒揚嘉獎，並允許他擁有家族名。
阿娜瑪（聲：木曾寬子）
健一的商店旁經營攤位的老婦人。在剿匪過程中擔任支援角色。她喜歡孩子，提出收養安妮莫奈的請求，但遭到拒絕。
尼亞克羅、尼亞魯梅洛、尼揚伊（聲：村井雄治（ニャケロ）、鷲見昂大（ニャルメロ）、深町寿成（ニャンジー））
與米雅蕾組成冒險者隊伍的雄性貓獸人。健一提供咖哩，使他們成為了朋友。也參加了剿匪活動。私生活很邋遢，酗酒、花錢也沒節制。
諾斯帕爾（聲：福山潤）
騎士，他是一名劍迷，在健一的攤位上買了一把砍刀，當他來到森林中的健一家調查時，他收到了作為封口費的鋼材，並用它打造了劍。他也參與剿匪行動，並因他的努力被授予男爵頭銜，並被賜予一小塊領地。
老人（聲：相馬康一）
工具店老闆兼魔法師。他參加了剿匪行動。
阿莎蕾雅（聲：久保百合花）
達利亞旅館的櫃台服務人員。個性聰慧狡黠，對甜食毫無抵抗力。她教導健一讀寫異世界文字，拿到甜甜的糖果作為回報。對健一頗有好感，曾當面請求健一，希望能成為他的愛人。健一轉移到異世界的第一個夜裡，即與她進行了男女交媾，兩人一夜纏綿魚水交歡。
沙加（聲：三瓶雄樹）
強盜的首領。

### 阿斯特蘭蒂亞領地
佳南（聲：日笠陽子）
尤帕托里姆子爵夫人。夫妻關係冷淡，在子爵缺席的情況下代理領主的職務，並請求健一修建即將到期的灌溉渠。
尤帕托里姆子爵
阿斯特蘭蒂亞領主。灌溉渠道建設期間他並不在場。雖然是個好人，但他的行政能力並不高。嗜好是寫小說。
雪花
工具店的女老闆兼魔法師。年輕的時候，她長得漂亮，還生了孩子。
克羅頓（聲：松田修平）
住在湖邊漁村桑坦卡的前政府官員。當他的女兒瑪麗（聲：長繩麻理亞）發燒時，健一收集草藥並幫助他。
艾莉絲（聲：和久井優）
阿斯特蘭蒂亞報春花僱用的一名婦女，官員的女兒。
索加拉姆
來自阿斯特蘭蒂亞的無良商人。
尼亞尼亞斯（聲：小林親弘）
幫克羅頓划船到對岸找健一幫忙的雄性貓獸人。

### 王都
莉莉絲（聲：羊宮妃那）
卡丹王國的的公主，15歲。
亞瑪蘭薩斯（聲：小清水亞美）
卡丹王國的王妃，莉莉絲的義母，30多歲。
國王（聲：蓮岳大）
卡丹王國國王。
梅麗莎（聲：花澤香菜）
宮廷女魔導師。

### 其他
彰（聲：中野泰佑）
一名40多歲的男子，從現代日本被帶到了鄰近的少女帝國。具有生產蛋黃醬的能力。

## 出版書籍

### 輕小說
| 冊數 | SB Creative   | SB Creative            |
| 冊數 | 發售日期      | ISBN                   |
| ---- | ------------- | ---------------------- |
| 1    | 2018年5月10日 | ISBN 978-4-797-39648-5 |
| 2    | 2018年11月9日 | ISBN 978-4-797-39955-4 |
| 3    | 2019年4月9日  | ISBN 978-4-815-60230-7 |

### 漫畫
| 冊數 | Square Enix    | Square Enix            |
| 冊數 | 發售日期       | ISBN                   |
| ---- | -------------- | ---------------------- |
| 1    | 2019年10月26日 | ISBN 978-4-757-56364-3 |
| 2    | 2020年4月27日  | ISBN 978-4-757-56631-6 |
| 3    | 2020年11月27日 | ISBN 978-4-757-56966-9 |
| 4    | 2021年7月27日  | ISBN 978-4-757-57390-1 |
| 5    | 2022年8月26日  | ISBN 978-4-757-58098-5 |
| 6    | 2023年4月27日  | ISBN 978-4-757-58540-9 |
| 7    | 2024年2月27日  | ISBN 978-4-757-59067-0 |
| 8    | 2024年12月27日 | ISBN 978-4-757-59590-3 |

## 電視動畫

### 製作人員
- 原作：朝倉一二三
- 原作漫畫：海葉琉（作畫）
- 導演：夕澄慶英
- 系列構成、劇本：赤星政尚
- 角色設計：森口弘之
- 總作畫監督：森口弘之、館崎大
- 音響監督：田中亮
- 音樂：夢見鯨
- 動畫製作：East Fish Studio

### 主題曲
片頭曲GIVE &TAKE
主唱、作詞：亞咲花，作曲：志倉千代丸，編曲：eba。
片尾曲
主唱：，作詞：，作曲、編曲：久下真音。

### 各話列表
| 話數   | 標題                     | 分鏡              | 演出              | 作畫監督                                                                                                   | 首播日期      |
| ------ | ------------------------ | ----------------- | ----------------- | --- | ------------- |
| 第1話  | 陌生的森林               | 夕澄慶英          | 夕澄慶英 青山未來 | 內野明雄 大野敏 荊丹燚 黃聖元 洪青龍 金海淑 金承恩 寧波麥冬映畫 世欣東方文化傳媒 Alliance                  | 2025年 1月9日 |
| 第2話  | 咖哩即正義！             | 中村啓司 夕澄慶英 | 粟井重紀          | 南伸一郎 櫻井木之實 陳亮 李良鵬 千影 廖雪宇 魏旭龍 仲金 李芸真                                             | 1月16日       |
| 第3話  | 大森林中的小家           | 中村啓司 夕澄慶英 | 不適用            | 大谷学 小平和明 内田洋平                                                                                   | 1月23日       |
| 第4話  | 冒險者健一和他的八位夥伴 | 中村啓司 夕澄慶英 | 西村大樹          | 新城真 Revival Grain 瑞木晶 約拿单 孫仁義 君航動画 金惠敏 阿部咲夜 01 寧波麦冬映画 江影 中島瑛介 曾王胜    | 1月30日       |
| 第5話  | 古城之月                 | 割田圭介          | 小野陽子          | 今里佳子                                                                                                   | 2月6日        |
| 第6話  | 愛書之人的…              | 中村啓司 夕澄慶英 | 粟井重紀          | 龍光 瑞木晶 廖家樂人 明光 約拿单 孫仁義                                                                    | 2月13日       |
| 第7話  | 匍匐前進！               | 大宙征基          | 西村大樹          | 楊國福 潘家成 淩雪春 章璜 无锡市樱花卡通有限公司 君航動画 Atelier Gokujou                                  | 2月20日       |
| 第8話  | 畏畏縮縮的魔法師         | 原博              | 粟井重紀          | 南伸一郎 櫻井木之實 飯飼一幸 李芸真 湯淺健二 星月動画 KIKISHIN ANIMATION ALPHA ANIMATION 增毛七村 阿部咲夜 | 2月27日       |
| 第9話  | 是蜘蛛嗎…？              | 大宙征基          | 粟井重紀          | 錢進一 劉定福 陳洁琼Qiong 劉軍 君航動画                                                                    | 3月6日        |
| 第10話 | 堀割物語                 | 中村啓司 夕澄慶英 | 前澤大樹          | 𠮷田肇 勝田孝 Revival 01 K-PRODUTION 寧波麦冬映画                                                          | 3月13日       |
| 第11話 | 衝擊！                   | 中村啓司          | 毛應星            | 明光 瑞木晶 孫偉 龍光 約拿单 孫仁義 寧波麦冬映画                                                           | 3月20日       |
| 第12話 | 任性妄為的麻煩公主       | 大原實            |                   | 中島瑛介 外山陽介 廖家樂人 約拿单 慧敏 金惠敏 金承旭                                                       | 3月27日       |
| 第13話 | 致小櫻…                  | 康本緑 夕澄慶英！ | 劉陽              | 中島瑛介 寧波麦冬映画 江影 初心 郭婷 K-PRODUTION 洪青龍 世欣东方文化传媒                                   | 4月3日        |

### 播映平台
| 播放日期             | 播放時間（UTC+9）  | 播放電視台 | 播放地區   | 備註  |
| -------------------- | ------------------ | ---------- | ---------- | ----- |
| 2025年1月9日—4月3日  | 星期四 21:00—21:30 | AT-X       | 日本全域   | [ a ] |
|                      | 星期四 22:30—23:00 | Tokyo MX   | 東京都     |       |
| 2025年1月10日—4月4日 | 星期五 0:30—1:00   | BS11       | 日本全域   | [ b ] |
|                      | 星期五 2:55—3:25   | 關西電視台 | 近畿廣域圏 |       |

| 播映地區 | 播映平台    | 播映日期            | 播映時間              | 備註  |
| -------- | ----------- | ------------------- | --------------------- | ----- |
| 部分地區 | Crunchyroll | 2025年1月9日—4月3日 | 星期四 21:30（UTC+8） | [ 9 ] |

### BD
| 卷數 | 發售日期      | 收錄話數     | 規格編號  |
| ---- | ------------- | ------------ | --------- |
| 上   | 2025年4月25日 | 第1話—第6話  | KAXA-8961 |
| 下   | 2025年5月28日 | 第7話—第13話 | KAXA-8962 |

## 外部連結
- 小說官方網站（日語）
- 漫畫官方網站（日語）
- 動畫官方網站（日語）
- 電視動畫的X（前Twitter）（日語）